# Prima medalie a lui Sigismondo Pandolfo Malatesta

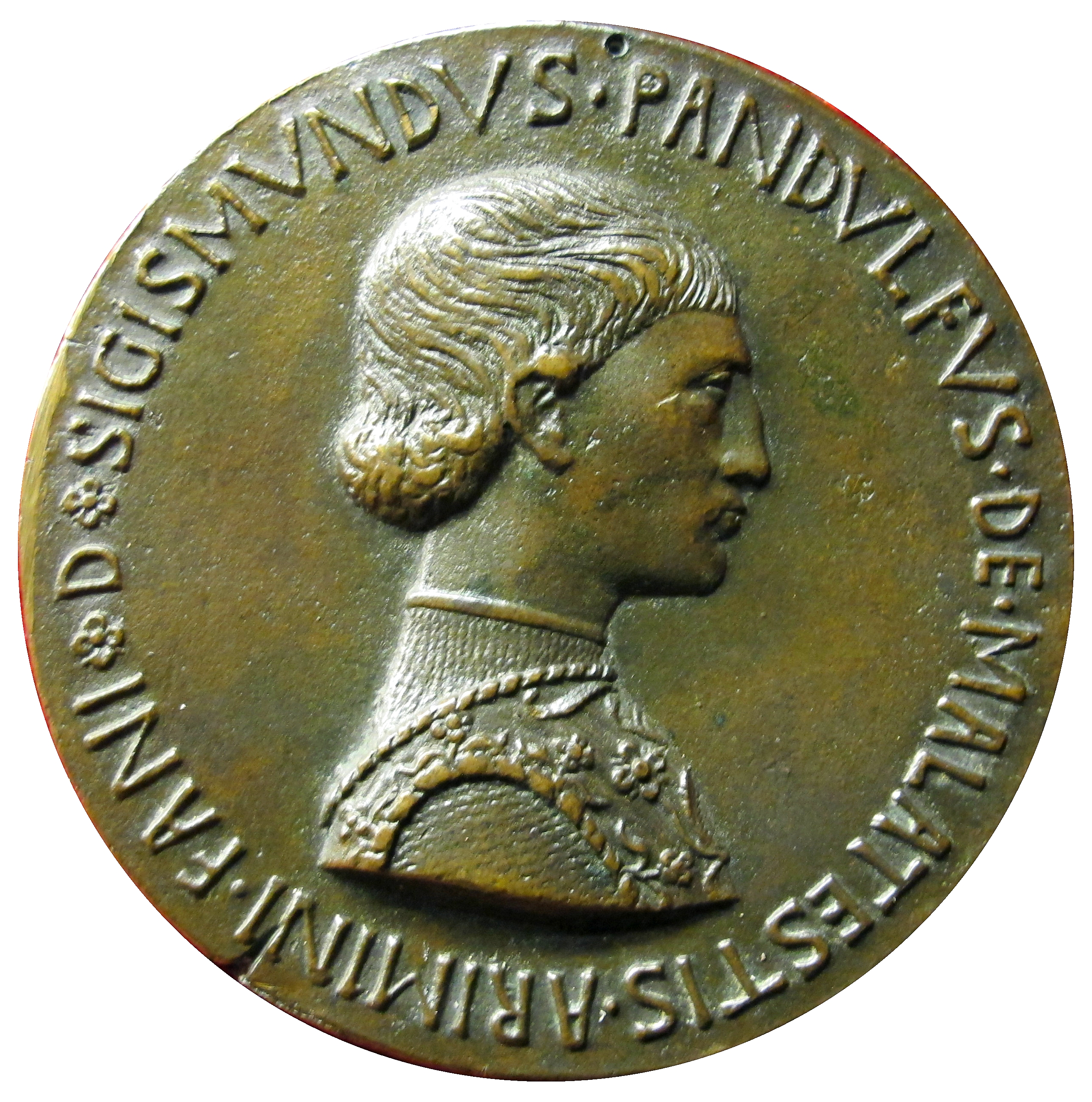
Prima medalie a lui Sigismondo Pandolfo Malatesta, de Pisanello, avers (Vd. Descriere)

 Prima medalie a lui Sigismondo Pandolfo Malatesta  a fost realizată în bronz de artistul italian Pisanello în anul 1445 și are diametrul de 9 cm.

## Istoric
După ce a creat celebra medalie a lui Ioan al VIII-lea Paleologul (1438), restabilind tradiția așezării unor efigii ale unor persoane în viață, ca și pe monedele romane, Pisanello a fost foarte solicitat de către curțile italiene, creând vreo douăzeci de medalii.
La Rimini Pisanello a fost în 1445, unde a executat cel puțin trei medalii. Prima medalie a fost creată pentru celebrarea victoriei de la Fano. După plecarea sa la Mantova, Sigismondo Pandolfo Malatesta a angajat un alt medalist, Matteo de' Pasti.

## Descriere

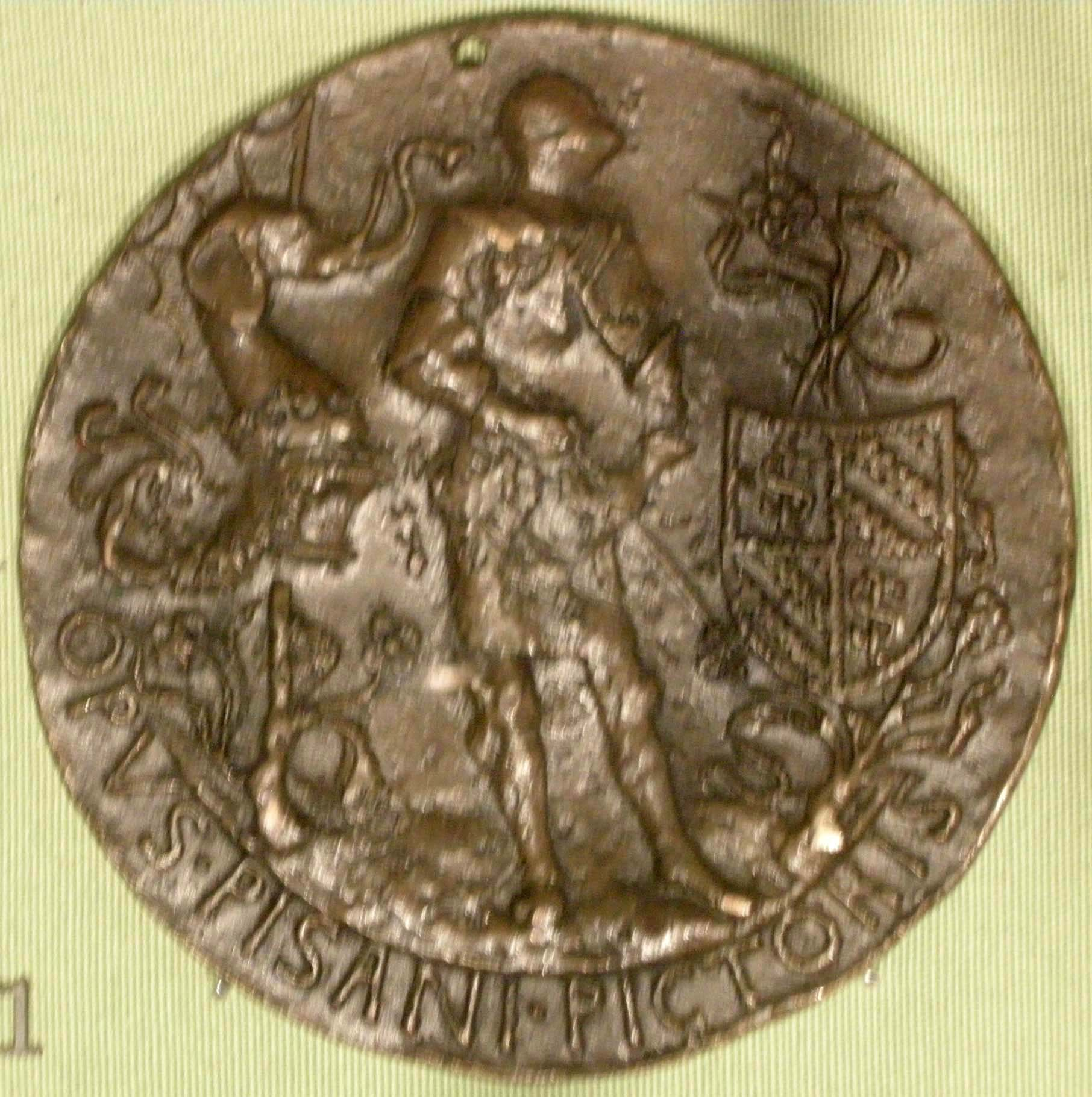
Prima medalie a lui Sigismondo Pandolfo Malatesta de Pisanello, revers (Vd. Descriere)

Lucrarea a fost creată cu intenția clară de celebrare, în mod cinstit fără retorică gratuită, fiind capabilă să sublinieze autoritatea persoanei reprezentate, cu o utilizare restrânsă a elementelor decorative.
Pe avers este gravată efigia din profil a lui Sigismondo Pandolfo Malatesta sub formă de bust, spre dreapta, cu haine bogate și cu tipica pieptănătură căzând pe gât, așa cum se vede și în portretul lui Sigismondo Pandolfo Malatesta executat de Piero della Francesca. De-a lungul marginii medaliei, în sensul acelor ceasornicului, citim inscripția în limba latină: SIGISMVNDVS PANDVLFVS DE MALATESTIS ARIMINI FANI D[VX] („Sigismondo Pandolfo Malatesta, duce de Rimini și Fano”).

Pe aversul medaliei se vede Sigismondo în picioare, cu armură completă, la stânga un coif heraldic, având ca motiv un elefant, iar la dreapta un scut purtând monograma „SI”, reprezentată pe tulpini de trandafiri. În partea de jos, pe margine, se citește în limba latină OPVS PISANI PICTORIS („opera  pictorului Pisan[ell]o”).

## Galerie de imagini

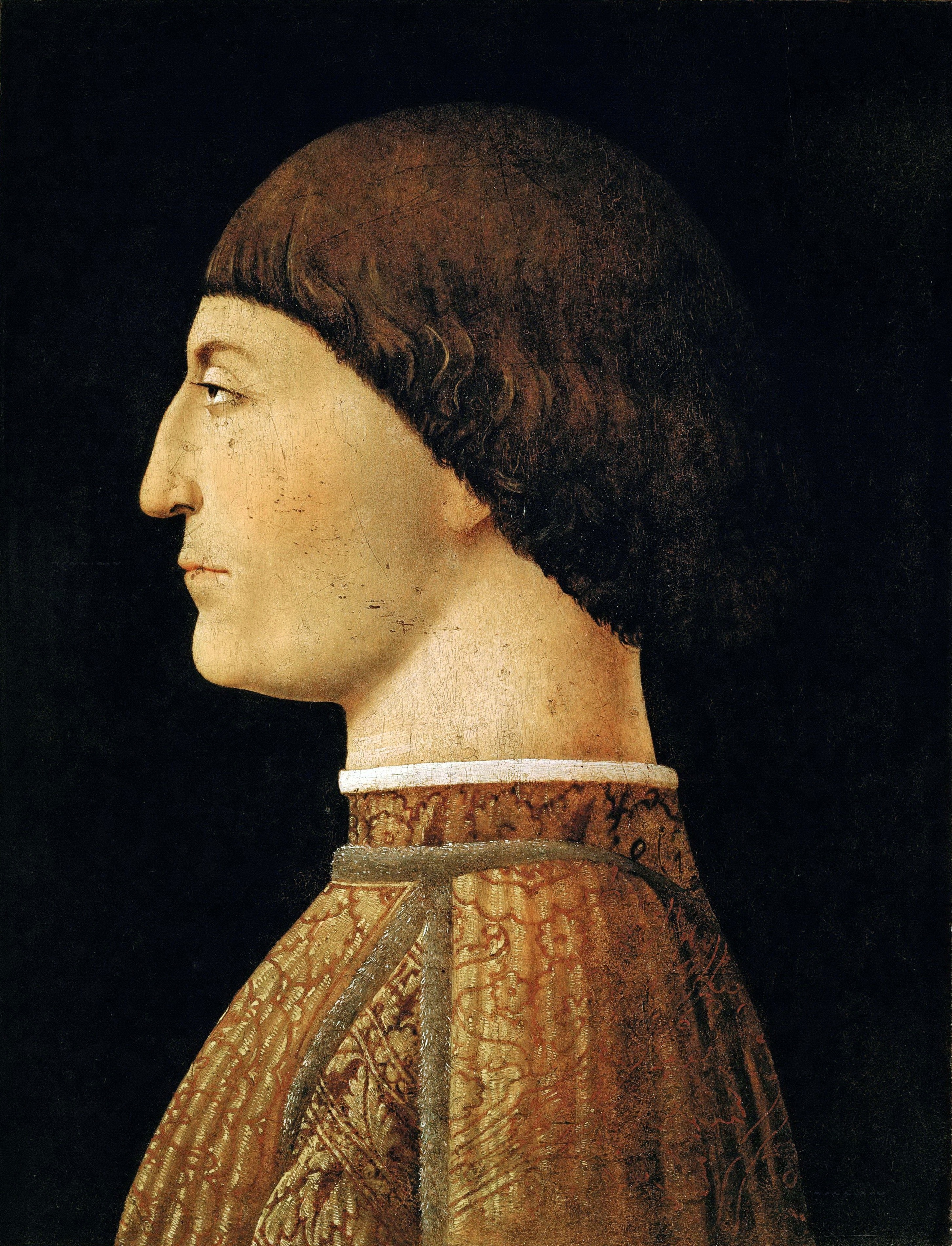
Portretul lui Sigismondo Pandolfo Malatesta, de Piero della Francesca